# Phyllocoma
Phyllocoma is een geslacht van weekdieren uit de klasse van de Gastropoda (slakken).

## Soorten
- Phyllocoma convoluta (Broderip, 1833)
- Phyllocoma platyca Houart, 2001
- Phyllocoma scalariformis (Broderip, 1833)
- Phyllocoma speciosa (Angas, 1871)